# 日本キリスト教婦人矯風会
公益財団法人日本キリスト教婦人矯風会（にほんキリストきょうふじんきょうふうかい、英語: Japan Christian Women's Organization）は、東京都新宿区百人町に本部を置く公益財団法人である。1886年（明治19年）に設立されたキリスト教系の日本の女性団体である。日本キリスト教協議会所属。

## 概要
1870年代のアメリカ合衆国で、禁酒運動をキャリー・ネイションらが大々的に展開していたプロテスタント系ピューリタンの禁酒運動婦人団体「女性キリスト教禁酒連合（Women's Christian Temperance Union）」の日本支部として、矢嶋楫子らが組織した。2000年、女性キリスト教禁酒連合の会員資格取り消しの通告がなされ、以降関係を断っている。
活動初期は禁酒禁煙運動、公娼制度の廃止運動（廃娼運動）、婦人参政権獲得運動に力を置いていた。1900年頃からの廃娼運動では、救世軍中央婦人救済部と共に婦人ホーム、職業紹介、教育、人事相談、医療といった婦人の救済を目的とした活動を行った。関東大震災後は特に力を入れて活動を行った結果、売春婦は減っていったが、代わりに「裏と表と二重の職業を持っている婦人」が増えていった。
1926年（大正15年）9月16日、国際連盟の下に廃娼運動の国民委員会が発足すると矯風会も加入。また、メンバーの数人が委員に指名された。同年10月1日には廓清会などとともに、日本青年会館で廃娼全国同志大会を開催した。
また、シベリアからのからゆきさん問題や、大日本帝国陸軍兵士の性病蔓延を改善するために、既にアメリカ軍では実績のあった禁酒と純潔生活を導入したいと考え、純潔運動を行った。当時の日本では、酒と女は軍隊につきものという考えが一般的であったため、これらの常識に対する挑戦とも言えた。1939年に純潔報国懇談会が設けられた際には、廃娼運動の完成を求めた。
現在は慰安婦問題、靖国神社問題、戦後補償問題、天皇制問題、外国人住民基本法案制定運動、ジェンダーフリー、ポルノグラフィ規制運動に取り組んでいる。運営施設として女性向けドメスティックバイオレンスシェルターの女性の家HELPと矯風会ステップハウスがある。機関誌は『婦人新報』（隔月発行）。関連団体として、ECPAT/ストップ子ども買春の会、「戦争と女性への暴力」リサーチ・アクション・センターなどがある。

## 活動内容

### 政治活動
2000年に、性・人権部の東海林路得子（女性の家HELPディレクター、矯風会ステップハウス所長）が事務局長を務める「戦争と女性への暴力」日本ネットワーク（VAWW-NETジャパン）を支援し、太平洋戦争中における日本軍による強姦事件や従軍慰安婦問題の責任は日本国および昭和天皇にあるとした女性国際戦犯法廷の開催に協力した。元慰安婦の韓国人女性と韓国挺身隊問題対策協議会などによる日本政府に対する抗議集会「水曜デモ」の支援も行なっている。
児童買春・ポルノ禁止法（1999年成立）には、性・人権部の幹事である宮本潤子と斎藤恵子が共同代表を務めているECPAT/ストップ子ども買春の会を通じて関わっている。2008年3月、日本ユニセフ協会などが児童ポルノの単純所持規制ならびにアニメやマンガなどに対する規制を求めて実施した「なくそう！子どもポルノキャンペーン」においては賛同団体として名を連ねた。

### 選択的夫婦別姓制度の導入推進
女性の多様な生き方に対して、婚姻による姓の問題、現状の民法において夫婦別姓を認められていないことが多くの女性に不利を強いている、国際社会からも度々勧告を受けているなど国際的にも男女の不平等が指摘されている、という主張に基き、選択的夫婦別姓制度を導入を求め、民法の改正を求める活動を行っている。

### 従軍慰安婦の問題化を推進
慰安婦を外交問題にするため、高橋喜久江会長は韓国挺身隊問題対策協議会の尹貞玉に千田夏光の慰安婦に関する本を送り、この本の内容に憤慨させることに成功。高橋は「火付け役」を自認し、日本キリスト教婦人矯風会は韓国挺身隊問題対策協議会と歩調を合わせて、慰安婦問題の拡散を促進した。初期の慰安婦問題にかかわった舘雅子は、この動きについて、反・男性中心主義運動（フェミニズム）として始まり、のちに反体制運動へと変わって行ったと振り返っている。また、高橋は女子挺身隊を従軍慰安婦と報じて問題視されている元朝日新聞社記者の植村隆を講師として雇用することを北星学園大学に求める運動を支援していた。2015年に慰安婦問題日韓合意が成立すると「被害者の方々の思いを無視し、国家間の政治的決着を狙った日韓合意を私たちは受け入れることはできない」と抗議声明を日本国政府に送った。

## 沿革
1886年に、アメリカ合衆国の禁酒運動婦人団体「Women's Christian Temperance Union」（WCTU）の日本支部として、ミッションスクール女子学院の初代院長だった矢島楫子を会頭に東京婦人矯風会が設立され、「海外醜業婦（売春婦）の取り締まり、一夫一婦制の建白、『集会及政社法』の反対」などの活動をした。WCTUは、禁欲と純潔を通じてキリスト教福音主義に基づいた社会を築き上げることを目的に、アメリカ合衆国で設立されたプロテスタント団体で、ロビー活動を含むその抗議行動は、女性による初の大きな社会運動となった。日本では女性解放につながる強力な圧力団体として、救世軍、廓清会などとともに、女性の支持を集めていった。
1893年に、世界の平和、純潔、酒害防止を三大目標として、日本キリスト教婦人矯風会として全国組織を確立。初期メンバーには佐々城豊寿などがいた。当時は、他の多くの宗教団体がそうであったように、天皇崇拝、戦争支持を表明して会員を増やし、日露戦争時には、米西戦争のときのアメリカ本部の運動に倣って、戦地の日本軍兵士に必要物資とともに聖書や清風会軍人課入会勧誘書を同封した慰問袋を送る運動をしたり、禁煙・断酒して戦費を捻出しようと提唱したりした。また、足尾鉱毒事件の際には協力を要請され、「鉱毒地婦人救済会」を作って支援した。
禁酒、禁煙、公娼廃止、一夫一婦制促進、女性参政権運動、平和運動、売春禁止など婦人運動の一端を担ったが、方法において問題視する知識人も少なくなかった。例えば、与謝野晶子は、婦人運動に理解を示しながらも、矯風会に代表される宗教的不道徳観のみにより他人を断罪するキリスト教的な処罰主義に疑問を呈し、宮本百合子は、同会が農民の貧困構造の本質を説かないまま、社会機構に疎い層を動員していることへの不満を述べている。
第二次世界大戦後は、日本軍に協力したことへの反省、アメリカ合衆国における禁酒法が失敗したことから禁酒の方針を撤回し、飲酒運転やアルコール依存症など酒害対策に取り組むために本部から独立。外国人部には駐日本アメリカ合衆国特命全権大使エドウィン・O・ライシャワーの母親や外国人宣教師が所属した。猥褻文書であるかを争った1952年のチャタレー事件の裁判では、会員のガントレット恒子らが出廷し、出版社や著者に対して抗議を行なった。
1957年の売春防止法制定に尽力したが、宗教的道徳観に基づいて、買春の男性を加害者として断罪し、売春の女性を被害者として救済しようとする矯風会の社会運動は、売春婦を含む女性たちからも支持を得ることができずに退潮したが、従軍慰安婦問題などを、宗教的な道徳観から人権擁護の視点に切り替えて、社会批判をすることで復権の兆しを見せ、日本における女性運動の先駆けとしてフェミニストの北原みのりたちによって、矯風会の思想が再評価されるようになった。
2000年7月7日、世界女性キリスト教禁酒連合より会員資格の取消を通告する文書が送られた。前年1999年10月26‐27日に行われた全国理事会において、矯風会は女性キリスト教禁酒連合の三大目標の一つである禁酒の誓約署名を会員に求めないと決定した。しかし先の決定にもかかわらず、世界女性キリスト教禁酒連合会長が日本の会長、理事会を通さず佐藤正子理事他3名に”権限”を与え、禁酒誓約の署名を集めていることを問題視し、2000年5月18日に行われた2000年度評議員会において、改めて会員に署名を求めないことを確認し決定した。翌19日、2000年度全国大会二日目の中で、理事の佐藤正子は、世界女性キリスト教禁酒連合の日本支部にもかかわらず、禁酒誓約のない矯風会独自の宣言は問題視されているとし、活動は署名をした上で活動すべきと述べた。それに対し、会長の一色義子は、世界女性キリスト教禁酒連合「に対し、各国は組織として加盟しているのであり、明治以来、財団法人として独立した組織体である」とし、信任された理事会で審議した結果、再署名をしないと決定した、と反論した。会員資格取消通告後の2001年の評議会で世界女性キリスト教禁酒連合との関係を断つ決議がなされた。

## 人物

### 歴代会頭

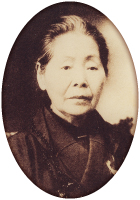
初代会頭の矢島楫子

- 矢嶋楫子
- 潮田千勢子（潮田江次の祖母）
- 小崎千代
- 久布白落実
- 林歌子
- ガントレット恒
- 小野すみ
- 篠原喜美
- 谷川和子
- 高橋喜久江

### 歴代理事長
- 一色義子 -恵泉女学園前理事長

### 著名な会員
- 荻野吟子（明治時代の医師）
- 守屋東（大東学園高等学校理事長）
- 宮本潤子（女性保護施設役員）
- 東海林路得子（女性保護施設役員）
- 小笠原貞子（1960年代 - 1990年代の日本共産党参議院議員）
- 大関和（理事、看護師）
- 吉川真理
- 多田さや子
- 土屋初枝
- 早川かい
- ささきふさ

### 有力支援者
- 徳富蘇峰 - 蘇峰の叔母（母の妹)が矯風会会長の矢嶋楫子で、講演録『婦女禁売論』を矯風会より出版するなど支援していた[44]。
- 根本正
- 松本烝治
- 小泉信三 - クリスチャンであり、矯風会の後援会長として本部会館建設の募金集めなどに協力した[45]。
- 安藤太郎 - ハワイ州領事 美山貫一牧師とともに「光の国」を発刊し、禁酒運動を全日本に強力に推進した。

明治の知識人や文化人、とくに欧州渡航経験者はキリスト教的価値観を日本の因習を打破する手段として捉える傾向があったため、宗教的なものというより、進取の態度の表明として支援することがあった。

## 関連文献
- 『禁煙運動の歴史』日本キリスト教婦人矯風会編、日本キリスト教婦人矯風会、1980年
- 『日本キリスト教婦人矯風会百年史』日本キリスト教婦人矯風会編、ドメス出版、1987年。
- 『婦人新報』日本キリスト教婦人矯風会編、不二出版、1985-1986年 （1888年～1958年分の機関誌復刻）。
機関誌『婦人新報』は、以降の分が現在にいたるまで継続的に国会図書館に納本されている。